# 醫道
《許浚》（：／ Heo Jun），為韓國MBC自1999年11月29日起播出的月火劇。崔完圭編劇，李丙勳執導，由田光烈主演。描述朝鮮王朝名醫許浚的一生。
香港無線電視（TVB）則於2005年5月2日至2005年7月22日在翡翠台播出，並利用麗音廣播技術作粵語、韓語同步播放。臺灣則於臺灣電視公司（台視）首播，提供雙語切換，主聲道為國語，副聲道為韓語。2006年在中國大陸正式播出。
本劇常被大中華地區觀眾視為「男版《大長今》」。特別在香港，無綫電視翡翠台播畢《大長今》後，得知香港市民比較喜歡此類型有歷史背景的韓劇，於是乘勝追擊，再向MBC購入此劇的轉播權；但可惜故事內容和情節實在與《大長今》相差甚遠，被港人認為缺乏緊張和喜劇性的成份，而且實際上此劇是在1990年代末拍攝，畫面及拍攝質素等亦明顯比其他同期播映的韓劇落後。所以此劇在翡翠台只播了60集就被迫腰斬。

## 劇情大綱

### 第一章：醫世情緣
許浚的父親是平安道龍泉（龍川）郡首（相當於縣令），母親是藝妓。因為出身卑微、備受歧視，因此雖然他天資聰穎，卻終日放蕩、不求上進。有一天，他在偷襲走私商的過程中認識了多喜，被她事親的孝心感動因而對她關懷備至，在幫助她的過程中目睹了針術的奧妙，之後，多喜的父親去世，深愛多喜的他便一肩承擔起照顧多喜的責任。後來，許浚被誣告走私，被捕入獄，幸被向來冷漠的父親營救。他帶著他的母親和多喜離開故鄉，前往慶尚道山陰，但因迭生的意外事件，倆個人被拆散。他與母親到達山陰，在一位叫具一書的獵手的幫助下勉強安置下來。有一天，為了醫治母親的急病尋找醫生的過程中遇到了山陰的名醫-柳義泰。經過一番曲折成了柳義泰家中的挑水雜工，開始了他的醫術生涯。但是，嚴重的歧視和柳義泰的冷漠，讓他倍受艱苦。幸而在一個偶然的機會，他認識了客居柳家的才女睿珍，睿珍欣賞他的學問及人格，開始教導他關於藥草的相關知識……

### 第二章：命運迭宕
此後，憑著誠懇的態度與執著的信念，再加上睿珍的真心教導，許浚以雜工身分開始學習草藥醫學，突飛猛進的醫術受到了所有學徒的嫉妒，尤其是柳義泰的兒子柳道知。因為他愛慕睿珍已久，在得知睿珍與許浚過從甚密之後，他開始刻意打壓、陷害許浚，對此，備受艱難的他幾欲放棄學醫生涯。幸而他與多喜再度相逢，並得到母親同意讓他娶多喜，對此，睿珍雖然感覺落寞，但仍舊盡心教他藥學知識。在兩個鐘愛他的女子極力支持鼓勵下，他更堅定鑽研醫術的志向，經過屢挫屢戰的辛勤努力，他終於得到師父柳義泰的肯認，只是，不幸因為道知的嫉妒，他被誤會收賄而被驅逐出醫院。他在滂湟和絕望之中遇到了名醫金民世，這番奇遇讓他得以專心鑽研整理自己的醫術，去漢陽赴考。考試前夕，他為了醫治緊急患者沒趕上準備已久的科舉考試，反而以小偷的罪名被監禁。但是這件意外讓他聲名大燥，師父柳義泰被他的醫者仁心感動，重新收他為名下弟子，此事讓中科舉的柳道知與父親柳義泰之間起了衝突，兩人脫離父子關係。這時，師父柳義泰一病不起，柳義泰為了許浚的解剖試驗，決定自殺，將自己的身體捐給許浚作為試驗品。為了實現師父的心願他更加奮發，終於在次年赴考，中了頭榜，前往漢陽醫院學習更高深的醫術……

### 第三章：苦難再起
在漢陽醫院，許浚遇到了楊禮壽，在那裏得知楊禮壽是曾在三十年前與師父柳義泰開展針灸大戰的針灸大王。因不肯服務大官，許浚在內醫院上司金應鐸的迫害下被發配到惠民署，又開始了他痛苦的生涯。在惠民署裡，他在折磨下過著痛苦的日子，但是在此，他也認識了對他崇敬深愛有加的醫女-美霞，以及其他關心他、幫助他的許多朋友們。終於，許浚以獨特精妙的醫術在極惡劣的環境下取得最後成功！許浚成為人人崇敬的神醫，入主宮中成為御醫之首。宣祖二十二年，全國爆發傳染病大流行，許浚積極研究病症和藥方，緊接著出現的壬辰倭亂，許浚和母親、妻兒被拆散，與美霞爲了保存醫書而努力著。後來，他在平安道定州與染病的睿珍邂逅，為了挽救睿珍，許浚投入了所有的精力鑽研……

### 第四章：潛心治學
終於，戰爭結束，許浚與妻兒重逢，重整內醫院的醫療設備與醫書。宣祖大王不顧大臣反對，破格將他認命為從一品崇祿大夫。永昌大君出世之後，許浚的人生再次急轉彎，擁護永昌大君和擁護光海君的兩股勢力之間展開了激烈的政治鬥爭。雖然許浚一直身為光海君的御醫，但他堅持醫生只醫病，不過問政事的清高的態度引來政治迫害，被免去大夫之職。宣祖大王去世，光海君登基之後，許浚背負逆謀的罪名被判流放到南方。雖然生活顛沛流離，他在那裏獨自著述集傳統韓國醫學大成的《東醫寶鑑》。

### 終曲：獻身蒼生
過了兩年的流放生涯，光海君赦免了他，但是不顧大王的挽回，他回到故鄉從事單純的醫療和著述，歷時十餘年，終於編纂完成《東醫寶鑑》。這時，又發生了全國性的瘟疫怪疾，全國上下群醫無策，光海君急召他入宮研究，終於成功研製出抗病處方，然而他自己卻因疲憊過度，不察自己也已染上此病，未來得及施以藥石，便死於妻子懷中，舉國哀慟扼腕。

## 主要演出者
| 角色               | 演員   | 香港版配音 | 台灣版配音 | 2013年《龜巖許浚》 演員 | 2026年《一代神醫 許浚》 演員 |
| 許浚               | 田光烈 | 招世亮     | 宋克軍     | 金柱赫                  | 劉以豪                       |
| 睿珍               | 黃秀貞 | 朱妙蘭     | 魏晶琦     | 朴真熙                  | 雷嘉汭                       |
| 柳義泰             | 李順載 | 陳曙光     | 李香生     | 白潤植                  | 田光烈                       |
| 柳道知             | 金秉世 | 潘文柏     | 魏伯勤     | 南宮民                  | 許光漢                       |
| 李多喜             | 洪忠敏 | 梁少霞     | 楊凱凱     | 朴恩玭                  | 寧藝卓                       |
| 孫氏（許浚母親）   | 鄭惠先 | 盧素娟     | 鄭仁麗     | 高斗心                  |                              |
| 吳氏（柳義泰夫人） | 朴貞洙 | 雷碧娜     | 鄭仁麗     | 金美淑                  |                              |
| 金民世             | 鄭旭   | 張炳強     | 孫中台     | 李在龍                  |                              |
| 安光翼             | 韓仁秀 | 譚炳文     | 符爽       | 鄭昊彬                  |                              |
| 林吾根             | 林玄植 | 林保全     | 符爽       | 鄭殷杓                  |                              |
| 楊禮壽             | 趙卿煥 | 源家祥     | 符爽       | 崔宗煥                  |                              |
| 千良太             | 林大虎 | 陳卓智     | 魏伯勤     | 余鎬民                  |                              |
| 具一書             | 李熙道 | 梁志達     | 宋克軍     | 朴哲民                  |                              |
| 咸安嫂             | 金海淑 |            |            |                         |                              |
| 李政明             | 林湖   | 蘇強文     | 李香生     | 宋在熙                  |                              |
| 御醫女德琴         | 嚴柔晨 | 袁淑珍     | 鄭仁麗     |                         |                              |
| 金萬慶             | 孟床訓 | 張炳強     | 孫中台     |                         |                              |
| 醫女溫池           | 李葉璽 | 周文瑛     | 鄭仁麗     |                         |                              |
| 內醫女紅春         | 崔蘭   | 陸惠玲     | 魏晶琦     | 尹宥善                  |                              |
| 宣祖               | 讚煥   | 鄧榮銾     | 李香生     | 全盧民                  |                              |
| 恭嬪金氏           | 珠美   | 鄭麗麗     | 楊凱凱     | 張智恩                  |                              |
| 仁嬪金氏           | 張瑞希 | 程文意     | 魏晶琦     | 鄭詩雅                  |                              |
| 光海君             | 金承洙 | 黃啟昌     | 符爽       | 印喬鎮                  |                              |

## 各地差異

### 臺灣
本劇的原名是《許浚》；到了臺灣，被臺灣電視公司影片組更改劇名，變成《醫道》。台視在播放本劇之前，曾經播出同屬MBC製作的古裝韓劇《商道》；於是講述醫者故事的韓劇《許浚》就被台視冠了個「道」字，變成《醫道》。香港TVB播放時採用了《醫道》一名，而台灣八大電視則使用原名《許浚》。
- 臺灣台視版主題曲《一代神醫》由陳大力作詞，王傑主唱；插曲《風沙》由王心凌作詞及主唱。
- 臺灣八大版主題曲《分開以後》，林喬作詞，施佳陽作曲，唐禹哲主唱；片尾曲《河岸留言》由羅文裕作詞及主唱。2012年重播的片尾曲《幸福是你的溫柔》，楊明學作詞，陳忠義作曲，許維恩主唱。

### 香港
香港版本的《醫道》於播放前，翡翠台會先有一個為時約一分鐘特備節目《醫道小百科》，由崔建邦及宋芝齡主持，為觀眾介紹劇中出現的藥材或其他醫學知識，有時亦會介紹劇中花絮。
- 香港版主題曲《醫道》，張美賢、李克勤作詞，杜自持作曲，李克勤主唱。

《醫道》在香港首播時，正值香港入境處電子過關服務通道「e-道」推出約半年。由於「e-道」與「醫道」諧音，因此引發起零星的網絡惡搞，甚至有人在e-道示範片段加插《醫道》香港版主題曲──於Youtube發佈的片段 （页面存档备份，存于）。

## 外部連結
- 韓國MBC官方網站 （页面存档备份，存于）
- 台視官方網站 （页面存档备份，存于）（中文）
- 八大電視官方網站（中文）
- 香港官方網站（中文）

## 作品的變遷
| MBC 月火劇                            | MBC 月火劇                              | MBC 月火劇 |
| ------------------------------------- | --------------------------------------- | ---------- |
|                                       | 許浚 （1999年11月29日-2000年7月4日）    |            |
| 菊熙 （1999年9月13日-1999年11月16日） | 熱情似火 （2000年7月10日-2000年9月5日） |            |

| 香港 無綫電視翡翠台 翡翠重播（第六線重播劇集） 星期二至六 03:15-05:00 | 香港 無綫電視翡翠台 翡翠重播（第六線重播劇集） 星期二至六 03:15-05:00 | 香港 無綫電視翡翠台 翡翠重播（第六線重播劇集） 星期二至六 03:15-05:00 |
| --------------------------------------------------------------------- | --------------------------------------------------------------------- | --------------------------------------------------------------------- |
|                                                                       | 醫道 （2007年3月29日 - 2007年5月9日）                                 |                                                                       |
| 天下第一 （2007年3月8日 - 2007年3月28日）                             | 天國的階梯 （2007年5月10日 - 2007年5月26日）                          |                                                                       |

| 臺灣 八大戲劇台 星期一至五 21:00-22:00                              | 臺灣 八大戲劇台 星期一至五 21:00-22:00 | 臺灣 八大戲劇台 星期一至五 21:00-22:00 |
| ------------------------------------------------------------------- | -------------------------------------- | -------------------------------------- |
|                                                                     | 許浚 （2007年8月16日 - ）              |                                        |
| 朱蒙 逢週一到週五 晚間09:00-10:00 （2007年3月19日 - 2007年8月15日） | 明成皇后 逢週一到週五 晚間08:00-10:00  |                                        |